# 小花八角枫
小花八角枫（学名：Alangium faberi）是山茱萸科八角枫属的植物，为中国的特有植物。分布于中国大陆的四川、广西、湖南、广东、湖北、贵州等地，生长于海拔1,600米的地区，常生于疏林中。
种名faberi以19世纪来中国传教、收集植物的德国植物学家花之安（Ernst Faber, 1839-1899）的名字命名。

## 别名
西南八角枫（广西植物名录）

## 变种
- 阔叶八角枫（学名：Alangium faberi var. platyphyllum）为八角枫科八角枫属下的一个变种。
- 小叶八角枫（学名：Alangium faberi var. perforatum）为山茱萸科八角枫属小花八角枫的变种。分布在中国大陆的云南、贵州等地。
- 异叶八角枫（学名：Alangium faberi var. platyphyllum）是山茱萸科八角枫属小花八角枫的变种。分布于中国大陆的广西、广东等地，生长于海拔400米的地区，多生在疏林中。